# 파차쿠티
파차쿠티 잉카 유팡키(Pachakuti Inca Yupanqui)는 쿠스코 왕국의 아홉 번째 사파 잉카이자, 잉카 제국의 첫 번째 황제이다. 1418년에서 1472년까지 재위하였으며, 대다수의 고고학자들은 그가 마추 픽추를 지었다고 추측하고 있다.
케추아어로, 파차쿠티라는 '시간과 공간을 흔드는 자'라는 뜻이다. 종종 '지구를 흔드는 자'라고 불릴 때도 있다. 또한 '유팡키'라는 단어는, '영광'이라는 뜻이로 쓰였다. 그의 통치 기간 동안, 쿠스코 계곡에만 세력을 행사하던 쿠스코 왕국이 점차 거대한 제국으로 뻗어나가기 시작했다. 그가 정복 사업을 시작한 지 3세대만에, 잉카 제국은 지역 군소 왕국에서 남아메리카 서부 지역을 모두 장악한 거대한 제국으로 변모했다.

## 일생
파차쿠티는 많은 업적들을 남겼으나, 그 중 가장 괄목할만한 업적으로는 그저 소규모 왕국에 불과했던 쿠스코 왕국을 남아메리카 서부 전역을 다스리는 거대한 제국, 즉 잉카 제국의 기틀을 닦았다는 것이 있다.
파차쿠티는 쿠스코에 있는 왕궁에서 태어났다. 그의 개인 교사였던 미쿠이마나는 그에게 역사, 법률, 언어, 퀴푸스 등을 가르쳤고, 파차쿠티는 지성을 갖춘 젊은이로 키워지게 되었다. 그는 어릴 적부터 뛰어난 용맹, 지혜를 보여 잉카 귀족층들 사이에서도 우러러졌다. 파차쿠티가 유난히 더 돋보였던 이유는, 그의 형이자 차기 왕위 후계자로 지목되었던 잉카 우르코가 지혜, 용맹, 그리고 정치적 감각 등 모든 것에서 파차쿠티에 비해 유난히 떨어졌기 때문이었다.
파차쿠티가 처음부터 그의 아버지인 비라코차 잉카에 의해 후계자로 지명된 것은 아니었다. 하지만 비라코차 잉카와 잉카 우르코가 창카 족이 쳐들어 왔을 때 오직 파차쿠티만이 남아 쿠스코를 지켜냈다는 공로를 인정받아, 1438년 즈음에는 파차쿠티가 그의 형을 제치고 적합한 왕위 후계자로 인정받게 된다.
그는 훌륭한 정치가였고, 대단히 뛰어난 군사 지휘관이었다. 그의 재위 기간 동안 이루어진 쿠스코 왕국의 대대적인 확장으로 인해, 수많은 잉카인들이 그를 '태양의 아들'이라 부르며 칭송하였다.
그의 통치하던 때에 잉카 제국, 즉 타완틴수유의 4개 방위 중 2개인 코야수유와 친차수유가 잉카 제국의 지배권 하에 포함되게 된다.

## 가족 관계
파차쿠티의 아버지는 비라코차 잉카이고, 어머니는 마마 룬투이다. 하난 왕조의 네 번째 왕이었고, 그의 아내의 이름은 아나후알퀴였다. 아내 사이에서 투팍 아마루 망코, 아푸 파우카, 투팍 잉카 유팡키 등 3명의 아들들을 두었다.
파차쿠티는 그의 형제들 중 2명을 친차수유를 공략한 이후 죽여버렸다. 또한 그의 아들 2명도 무가치하거나 반역을 일으킬 가능성이 있다는 이유로 살해하여 버렸다.
본디 투팍 아마루 망코가 장자 계승의 원칙에 따라 파차쿠티의 뒤를 잇는 황제의 자리에 오를 예정이었으나, 파차쿠티는 투팍 아마루 망코가 전사의 기질을 갖추지 못하고 있다는 이유로 그의 후계자 자격을 박탈한 후, 대신 투팍 잉카 유팡키를 그의 정식 계승자로 선포하게 된다.

## 통치
본디 파차쿠티는 그의 아버지의 뒤를 이어 왕이 될만한 자격을 갖추고 있지 못하였다. 하지만 창카 족의 침입에서 그가 훌륭하게 공격을 막아내며 정치적 입지를 키우게 된다. 그의 아버지와 형이 함께 산으로 피난을 간 와중에, 오직 파차쿠티만이 수도에 남아 방비, 수도를 약탈자들의 손에서 지켜낼 수 있었고, 이 때 파차쿠티의 계략이 워낙 절묘했기 때문에 창카 군대 사이에서 '파차쿠티는 돌로 군인들을 만들어 부린다'라는 소문이 돌 정도였다. 이 때 이후로 파차쿠티는 '지구를 흔드는 자'라는 별칭과 함께 민중들의 지지를 얻게 된다. 창카 군을 패배시키고 난 후, 파차쿠티가 다시 수도로 돌아온 왕에게 포로로 잡은 창카 족의 지도자들을 보여준 후 이들을 처형시킬 것을 요구하자, 왕은 그의 후계자였던 잉카 우르코가 직접 그 포로들을 죽일 것을 명령했다. 당연히 파차쿠티는 이에 대해 반발심이 들 수 밖에 없었고, 몇 차례의 격렬한 말다툼이 이어진 후 결국 왕과 파차쿠티는 완전히 갈라서게 된다. 왕은 나중에 파차쿠티를 암살하려 했으나, 실패로 돌아갔고, 나중에 파차쿠티가 군대를 몰아 수도와 왕국을 점령하자 비라코차 잉카는 산으로 쫓겨나 외로운 죽음을 맞아야만 했다.
파차쿠티는 한적한 지방 도시에 불과하던 쿠스코를 대대적으로 확장하여 가히 제국의 수도에 어울릴 만한 곳으로 탈바꿈시켰다. 제국 전역에서 상경한 주민, 귀족들은 각자 자신들의 출생 지역에 따라 거주할 수 있는 구역이 정해져 있었고, 파차쿠티는 이를 또 세분화하여 쿠스코를 질서정연하게 만들어 내었다. 또한 현재 우리가 볼 수 있는 여러 가지의 잉카 제국 시대의 건축물들, 예를 들어 태양의 신전 코리칸차도 이 때 재보수된 것이다.
그의 많은 업적들에도 불구하고, 그는 유난히 후계 계승 문제에 대해서는 특별한 신경을 쓰진 않았다. 그의 후계자였던 투팍 유팡키는 아무 분쟁이나 논쟁 없이 황위를 물려받긴 했지만, 후대의 황제들은 황위를 차지하기 위해서 사제단, 군대, 시민들의 지지를 반드시 얻어야만 했고 이는 수없이 많은 내전과 무력 투쟁 등을 불러오게 된다.
파차쿠티는 제국 중앙에 살던 주민들을 강제로 이주시켜 제국 국경지대, 변방 지역을 강제로 개척하게 한 것으로도 유명하다. 이 일종의 식민 정책에 의해 피해를 입은 자들은 잉카 사회에서도 가장 낮은 지위의 사람들로, 공공연한 무시와 차별 등을 받았다.